# 国際量体系
国際量体系（こくさいりょうたいけい、英: International System of Quantities; ISQ）は、物理科学の全域にわたってほぼ普遍的に受け入れられている物理量の量体系であり、現代の科学技術分野で用いられる量を含む。
また、ISQは国際単位系 (SI) を用いて測定される量を定義する。
ISQの基本量は、長さ、質量、時間、電流、熱力学温度、物質量、光度の7つの物理量である。基本量以外の面積や圧力、速度や電気抵抗などの量は、ISQの量方程式によって矛盾なく明確に定められる組立量である。
国際量体系は国際標準であるISO/IEC 80000の中で提案され、最終的に2009年発行のISO 80000-1によって定められた。
ISO/IEC 80000は14部で構成され、力学や光学、音響学、電磁気学、情報技術、化学、数学、生理学などの科学分野で用いられる量がISO/IEC 80000により規格として定められている。

なお、ISQには本質的に無数の量とその間の量方程式が含まれており、新たな分野の科学、技術の発展に伴って増加し続けている。

## 基本量と対応する次元の記号
与えられた量体系の中から、独立とみなされる基本量の部分集合が慣習により選ばれるが、ISQの基本量としては7つの物理量が定められている。それぞれの基本量と対応する次元はサンセリフのローマン体（立体）の大文字一文字の記号が定められている。
| 基本量     | 次元の記号 | SI単位[注 2] |
| ---------- | ---------- | ------------ |
| 長さ       | L          | メートル     |
| 質量       | M          | キログラム   |
| 時間       | T          | 秒           |
| 電流       | I          | アンペア     |
| 熱力学温度 | Θ          | ケルビン     |
| 物質量     | N          | モル         |
| 光度       | J          | カンデラ     |

## 組立量
基本量以外の量は基本量の組み合わせによって表現される組立量として位置付けられる。
全ての組立量の次元は基本量の次元の冪の積により
La Mb Tc Id Θe Nf Jg
という形で表現することができる。
以下の表でISQの組立量の例とその次元を示す。
| 組立量 | 次元      |
| ------ | --------- |
| 平面角 | 1         |
| 立体角 | 1         |
| 面積   | L2        |
| 体積   | L3        |
| 力     | L M T−2   |
| 圧力   | L−1 M T−2 |
| 速度   | L T−1     |
| 加速度 | L T−2     |
| 周波数 | T−1       |

### 対数的な量
国際量体系において、量 Q のレベルは、特定の参照点 Q0 と特定の対数の底 r を用いて、logr(Q/Q0) と定義される。量のレベルとして代表的なものに音圧レベルがある。国際量体系におけるすべてのレベルは組立量である。